# Zhou Fang
|  | Pel general militar xinès de l'era dels Tres Regnes i de nom Zhou Fang, vegeu Zhou Fang (Tres Regnes). |

En aquest nom xinès, el cognom és Zhou.

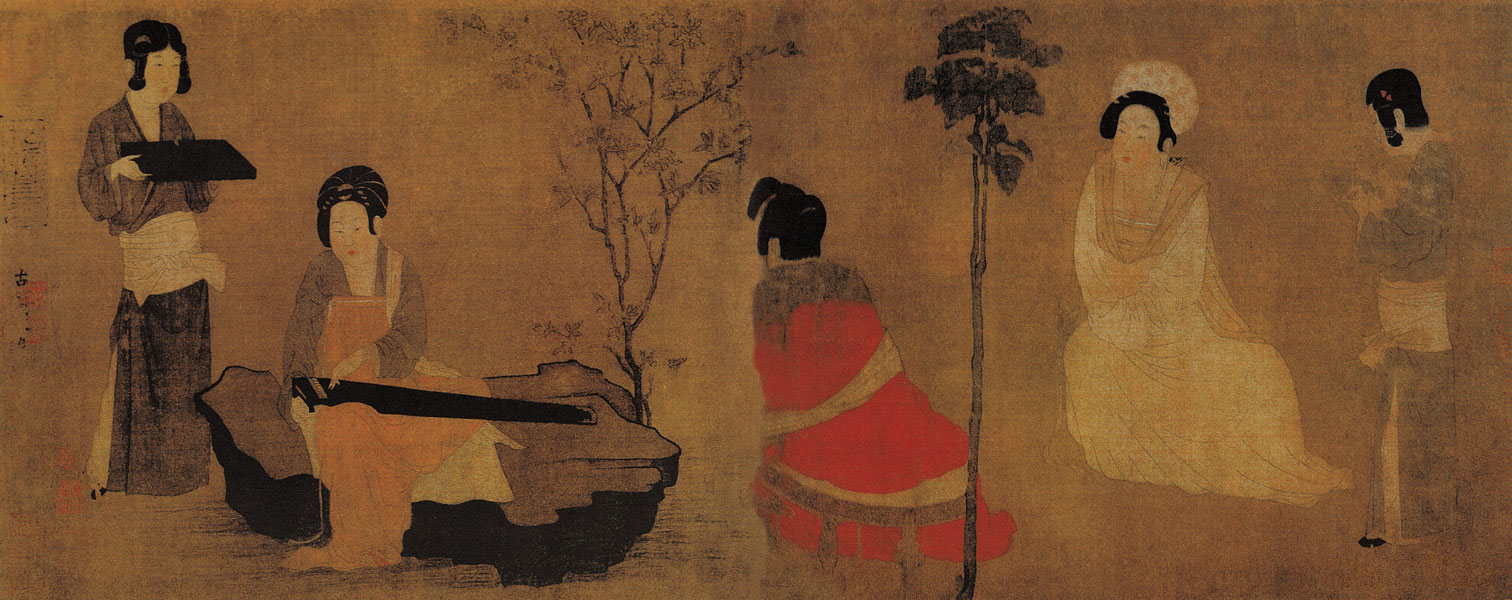
Dama de la cort ajustant el llaüt, de Zhou Fang.

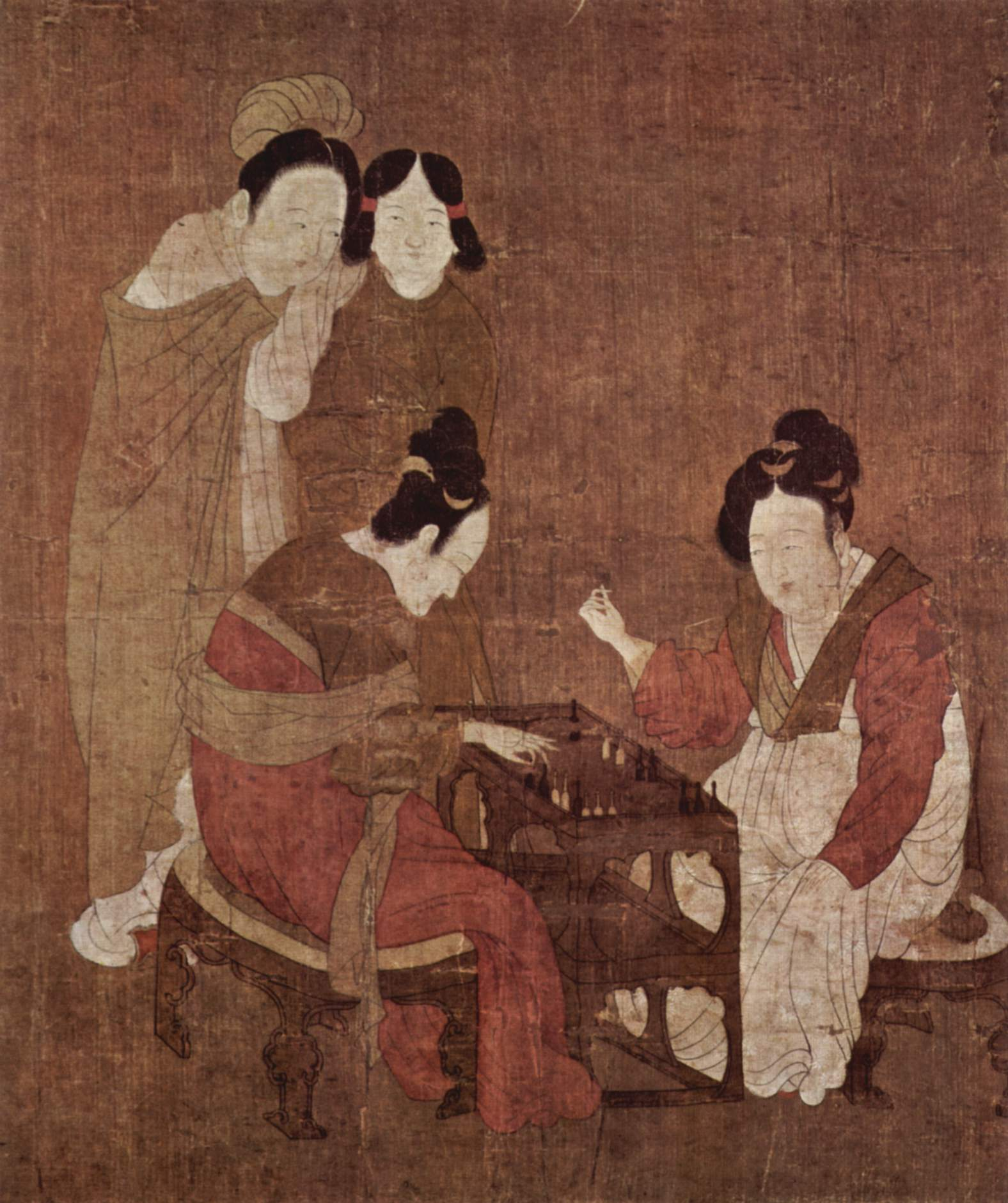
Dames jugant al doble-sis, de Zhou Fang.

Zhou Fang (al voltant el 730-800 EC; xinès: 周昉; pinyin: Zhōu Fǎng; Wade-Giles: Chou Fang) va ser un dels dos pintors xinesos de més influència durant la dinastia Tang mitjana. També se'l coneixia com a Zhou Jing Xuan i Zhong Lang.
Zhou va viure a la capital Tang de Chang'an, actualment Xi'an, durant el segle viii. Venia d'un llinatge noble i això es reflectia a les seves obres, com per exemple a 簪花仕女图, que vol dir Dames de la cort guarnint els seus cabells amb flors. La seva obra estava influenciada pel pur i detallat estil de Gu Kai-zhi i Lu tan-wei, de les Sis Dinasties. Zhu Jing Xuan, crític d'art de finals de la dinastia Tang, va dir: "Els Buda, els éssers celestials, les figures i les pintures de dones boniques de Zhou Fang són unes obres mestres increïbles."